# Podlužany (okres Bánovce nad Bebravou)

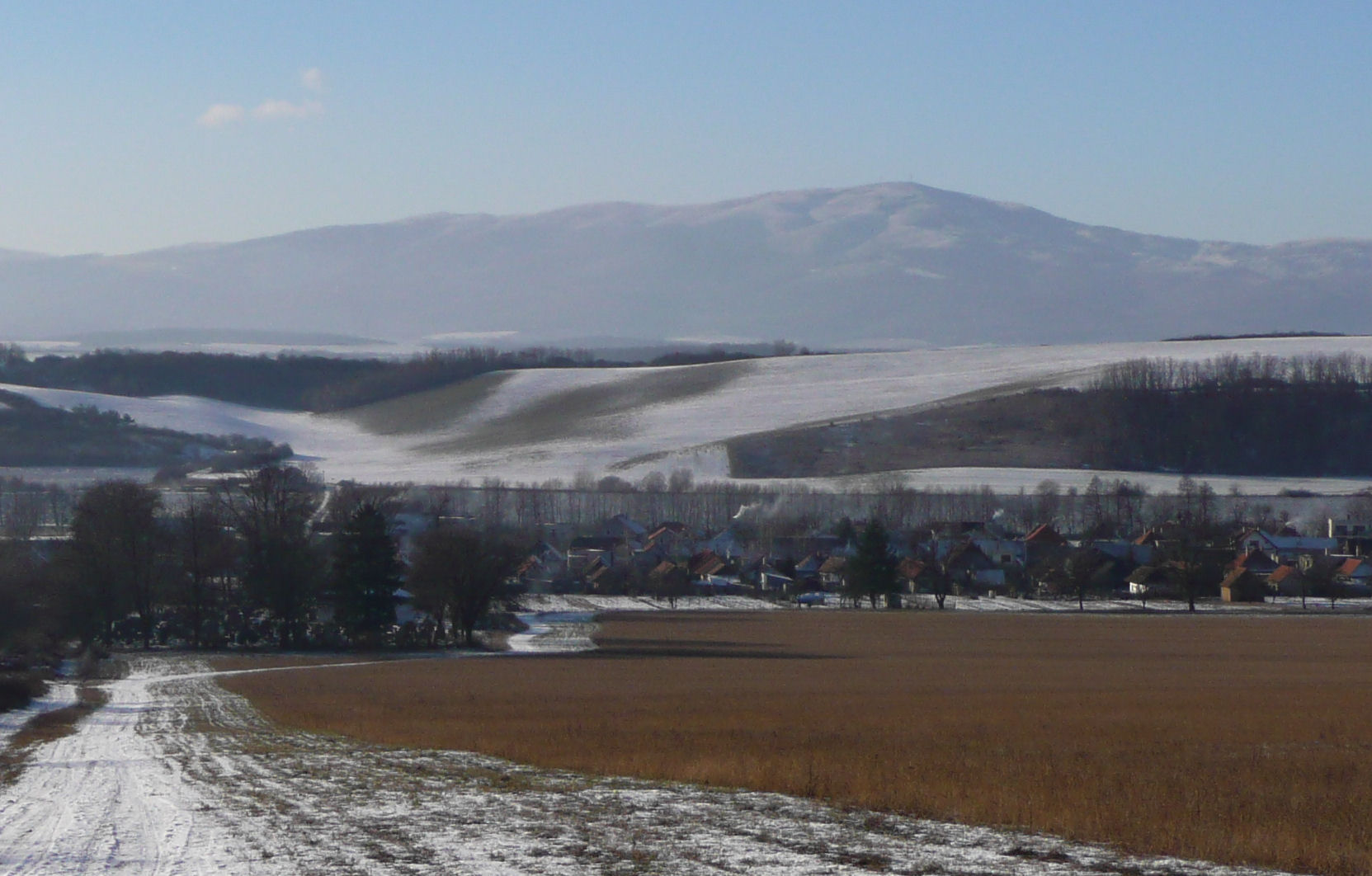
Podlužany

Podlužany (Hongaars: Bánluzsány) is een Slowaakse gemeente in de regio Trenčín, en maakt deel uit van het district Bánovce nad Bebravou.
Podlužany telt 859 inwoners.